# Gordon Jacob
Gordon Percival Septimus Jacob (Norwood bij Londen, 5 juli 1895 – Saffron Walden, 8 juni 1984) was een Brits componist, dirigent en muziekpedagoog.

## Levensloop
Jacob werd geboren in een ambtenarenfamilie, waarin de muziek een belangrijke rol speelde. Van zijn drie zusters en zes broers, bespeelden de meesten een instrument en ook zijn moeder moedigde de jonge Gordon aan zich muzikaal te ontwikkelen. Zijn vader overleed toen Gordon drie jaar oud was.
Toen hij echter aankondigde een carrière in de muziek te willen maken, werd dat voornemen "enigszins fronsend" begroet, zoals hij in 1960 in een radioprogramma bekende.
Hij werd opgeleid aan het Dulwich College waar zijn muzikale talent zich verder kon ontwikkelen. Al op jeugdige leeftijd begon Jacob te componeren, ook voor grote (orkest-)bezettingen en zelfs zijn composities van opusnummers te voorzien. Dat laatste zou hij al spoedig achterwege laten.
Een aantal van die werken werd door het schoolorkest uitgevoerd. Gordon Jacob dirigeerde ze een enkele maal zelf. Eventuele ideeën om zich als concertpianist te ontwikkelen, werd gedwarsboomd door een ongeluk dat hem op twaalfjarige leeftijd overkwam en waardoor zijn linkerhand minder goed functioneerde. Een carrière als blazer was evenmin mogelijk. Jacob had een hazenlip.
Toen de Eerste Wereldoorlog uitbrak nam hij echter meteen dienst. In die oorlog verloor hij zijn broer Anstey Jacob in 1916 en werd in april 1917 zelf krijgsgevangene. Gedurende die periode ging hij verder in de muziek door bijvoorbeeld te schrijven voor het kamporkestje. Van 1920 tot 1924 studeerde Jacob het Royal College of Music: compositie bij Charles Villiers Stanford, muziektheorie bij Herbert Howells en dirigeren bij Sir Adrian Boult. In 1926 werd hij professor voor compositie, instrumentatie, orkestratie en muziektheorie en hij bleef in deze functie tot hij in 1966 met pensioen ging. Verder was hij dirigent van de Royal Amateur Orchestra Society en werd hij in 1968 tot Commander of the British Empire benoemd.
Na de Tweede Wereldoorlog was hij een leerling en later een vriend van Ralph Vaughan Williams. Hij werd ook als de Engelse meester van de instrumentatie beschouwd, omdat zijn boek Orchestral Technique van 1931 nog immer veel gebruikt werd. Om deze redenen kreeg hij 1952 ook de opdracht het Engelse volkslied voor orkest voor de kroning van Koningin Elizabeth II te instrumenteren. Begin jaren 60 raakte zijn muziek in onmin, hij was te weinig vernieuwend.
Als componist schreef hij rond 700 werken in vele genres, maar zijn werken voor orkest, harmonieorkest, koor, piano en de kamermuziek zijn het meest bekend.

## Composities

### Werken voor orkest
- 1925 Altvioolconcert nr. 1
- 1927 Concerto No. 1 for piano & Strings
- 1929 Symfonie nr.1 voor orkest
- 1931 Passacaglia on a Well-known Theme - (Oranges and Lemons) voor orkest
- 1935 Concerto No. 1 for Oboe & Strings
- 1936 Variations on an Original Theme voor orkest
- 1939 Suite No. 1 in F for Small Orchestra
  1. Overture
  2. Air
  3. Gavotte
  4. March
- 1943 Sinfonietta No. 1 for Small Orchestra
- 1944 Symfonie voor strijkers
- 1945 Symfonie nr. 2 in C-Majeur (Sinfonietta No. 2) a meditation on war, suffering and victory
- 1948 Festal March for Orchestra
- 1948 Rhapsody for Cor Anglais & Strings
- 1949 Fantasia on an Alleluia Hymn voor orkest
- 1949 Symphonic Suite No. 2 voor orkest met 2 harpen
- 1949 Suite No. 3 for Orchestra
- 1950 Sinfonietta No. 2 in D, "The Cearne" voor strijkorkest
- 1951 Concerto No. 1 for Flute & Strings
- 1951 Concerto for Horn & Strings
- 1952 Fantasia on Songs of the British Isles - Fantasia on Traditional Tunes voor orkest
- 1953 Concerto for Violin & Strings
- 1953 Fanfare to the National Anthem written to precede God Save the Queen voor gemengd koor en orkest
- 1953 A Queen is Crowned Music for a documentary on the coronation of Queen Elizabeth II
- 1954 Concertino for Piano and Strings
- 1954 Sinfonietta No. 3
- 1955 Concerto for Trombone & Orchestra
- 1955 Concerto for Violoncello & Strings
- 1955 Prelude and Toccata voor orkest
- 1956 Concerto No. 2 for Oboe & Orchestra
- 1957 Piano Concerto No. 2
- 1957 Five Pieces for Harmonica and Orchestra (or piano)
- 1957 A Little Symphony
  1. Grave, Scherzo,
  2. Allegro, Molto Adagio,
  3. Allgro Molto (Scherzo and Trio),
  4. Quasi Presto
- 1957 Sea Song Suite For baritone, chorus, orchestra, orchestral, organ
  1. Shenandoah
  2. Bobby Shafto
  3. Tom Bowling
  4. What Shall We Do With The Drunken Sailor - Treble voice
  5. Rule Britannia
- 1962 Concertino for Violin, Cello and Strings
- 1963 A Festive Overture Especially composed for the Saffron Walden Festival
- 1972 Suite for Tuba voor tuba en strijkorkest
  1. Prelude
  2. Hornpipe
  3. Saraband
  4. Bourrée
  5. Brief Interlude
  6. Mazurka
  7. Ground
  8. Galop
- 1974 Sinfonia Brevis voor orkest
- 1979 Altvioolconcert nr. 2
- 1981 Concerto No. 2 for Flute and Strings
- Concerto for Bassoon, Strings & Percussion
- Variations on an Air of Henry Purcell voor strijkorkest

### Werken voor harmonieorkest en brassband
- 1922/1960 William Byrd Suite
  1. The Earle of Oxford's Marche
  2. Pavana
  3. John come kisse me now
  4. The Mayden's Song
  5. Wolsey's Wilde
  6. The Bells
- 1928 An Original Suite
  1. March
  2. Intermezzo
  3. Finale
- 1941 Concerto, voor harmonieorkest (military band)
- 1951 Music for a Festival, voor harmonieorkest en gevarieerde koper combinaties
  1. Intrada (brass)
  2. Overture (band)
  3. Round of Seven Parts (brass)
  4. Air (band)
  5. Interlude (brass)
  6. March (band)
  7. Saraband (brass)
  8. Scherzo (band)
  9. Madrigal (brass)
  10. Minuet and Trio (band)
  11. Finale (Fanfare and Fugue) (brass & band)
- 1954 Concerto for Band
- 1955 Suite in B Flat, voor brassband
  1. March
  2. Solemn Music
  3. Finale
- 1956 Flag and Stars, ouverture voor harmonieorkest
- 1963 Second Suite, voor brassband
  1. Prelude
  2. Scherzo
  3. March
- 1965 An Essex Ouverture, voor brassband
- 1967 A Victorian Rhapsody, voor brassband
- 1967 Giles Farnaby Suite
  1. His Humour
  2. Fantasia
  3. Farnabyes Conceit
  4. His Rest
  5. Loth to Depart
  6. Old Spagnoletta
  7. Tower Hill
- 1969 Fantasia, voor eufonium en harmonieorkest
- 1970 A Joyful Noise, rapsodie voor brassband
- 1970 Ceremonial Music
- 1970 Pride of Youth, ouverture voor brassband
- 1970 York Symphony, voor brassband
- 1971 A Swedish Rhapsody, voor brassband
  1. Clog Dance
  2. Here in our Grove
  3. Flowers of Joy in Summer
  4. Maiden to the Well
  5. Ox Dance
  6. Varmeland
- 1972 Tribute to Canterbury, voor harmonieorkest
  1. Choral Prelude for the Chapter House
  2. March for All Pilgrims
  3. Scherzo for the Choir School
- 1975 Double Concerto, voor klarinet, trompet en harmonieorkest
- 1977 Concertino, voor trombone en harmonieorkest
- 1978 Symphony A.D. 78, voor harmonieorkest
- 1979 Across the Sea
- 1979 Line of Life - Symphonic Study, voor brassband
- 1981 Prelude to a Comedy
- 1982 Celebration Ouverture
- 1983 Ballad
- 1983 Fantasia on an English Folk Song "Dashing Away With The Smoothing Iron", voor harmonieorkest
- 1984 All Afoot - Suite
- 1984 Blow the Man Down, Fantasia on a British Capstan Stanty
- 1984 Concerto, voor pauken en harmonieorkest
- 1984 Fantasia on an English Folk Song
- 1984 Prelude to Revelry
- 1984 Sweet Nightingale
- Diversions for Trombone
- Symphonic Overture "Flag of Stars", voor harmonieorkest

### Kamermuziek
- 1942 Klarinetkwintet g-kl.t.
- 1957 Divertimento for Harmonica and String Quartet
- 1958 Old Wine in New Bottles voor fluit, hobo, klarinet, fagot, hoorn en trompet
  1. Wraggle Taggle Gypsies
  2. The Three Ravens
  3. Begone Dull Care
  4. Early One Morning
- 1975 Duo voor klarinet en fagot
- 1978 Fluitkwartet "Four Fancies"
- 1978 Across the Border voor fagot en piano
- Elegy voor cello en piano
- Prelude, Passacaglia & Fugue voor viool en altviool
- Scherzo for Two Trumpets, Horn & Trombone
- Sonata voor cello en piano
- Three Inventions for Flute & Oboe
- Two Pieces for Two Oboes & Cor Anglais

### Vocaal- en koormuziek
- 1937 Begone dull care voor gemengd koor
- 1965 Te Deum Laudamus voor gemengd koor en junior koor (SSA) en orkest
- Autumn voor vrouwenkoor (SSA) en piano
- A Goodly Heritage cantate voor sopraan, sopraan, alt, strijkers en piano
- Mother I will have a Husband solo zang

## Publicaties
- Gordon Jacob: Orchestral Technique - A Manual for Students. 1931. ISBN 0193182041
- Gordon Jacob: How to read a Score Boosey and Hawkes, London. 1944. ISBN 0913932167
- Gordon Jacob: The Elements of Orchestration Herbert Jenkins, London. 1962. ISBN 0807900435